# Wrightoporia brunneo-ochracea
Wrightoporia brunneo-ochracea är en svampart som beskrevs av A. David & Rajchenb. 1985. Wrightoporia brunneo-ochracea ingår i släktet Wrightoporia och familjen Bondarzewiaceae.   Inga underarter finns listade i Catalogue of Life.